# Paulino do Livramento Évora
Paulino do Livramento Évora (ur. 22 czerwca 1931 w Prai, zm. 16 czerwca 2019 tamże) – duchowny rzymskokatolicki z Republiki Zielonego Przylądka, w latach 1975-2009 biskup Santiago de Cabo Verde.

## Życiorys
Święcenia kapłańskie przyjął 16 grudnia 1962. 21 kwietnia 1975 został prekonizowany biskupem Santiago de Cabo Verde. Sakrę biskupią otrzymał 1 czerwca 1975. 22 lipca 2009 przeszedł na emeryturę.